# Aliveroviće
Aliveroviće (en serbe cyrillique : Аливеровиће) est un village de Serbie situé dans la municipalité de Sjenica, district de Zlatibor. Au recensement de 2011, il comptait 30 habitants.

## Démographie
| 1948 | 1953 | 1961 | 1971 | 1981 | 1991 | 2002 | 2011 |
| ---- | ---- | ---- | ---- | ---- | ---- | ---- | ---- |
| 129  | 136  | 134  | 134  | 139  | 157  | 157  | 30   |

|  |